# Uitoto
Los uitoto, witoto, güitoto o murui-muinane son una etnia o pueblo indígena de la Amazonía colombiana y peruana, cuyo territorio originario se encontraba en la parte media del río Caquetá y sus afluentes, y la zona selvática que va hasta el río Putumayo. Hablan una lengua de la familia bora-witoto.
Se encuentran dispersos en varias regiones del Amazonas, habitando la región conocida como el Medio Amazonas colombiano así como un importante sector peruano en la frontera con Colombia.

## Territorialidad
Los uitoto consideran La Chorrera como su lugar de origen. Están distribuidos en tres segmentos, cada uno de los cuales habla un dialecto diferente:
- Mɨnɨka (meneca): en la cabecera del río Igaraparaná y las riberas de los ríos Caquetá y Putumayo.
- Nɨpode (muinane: gente del oriente): en el Putumayo (Colombia), en la región de frontera colombo peruana y cerca de Araracuara y El Veinte en el Caquetá.
- Bue o Mɨca (murui: gente del occidente): en el departamento de Loreto (Perú), al occidente del resguardo Predio Putumayo en el municipio de Puerto Leguízamo (Putumayo (Colombia) y el departamento de Amazonas (Colombia) y a orillas del río Caraparaná.[2]

## Aspectos culturales

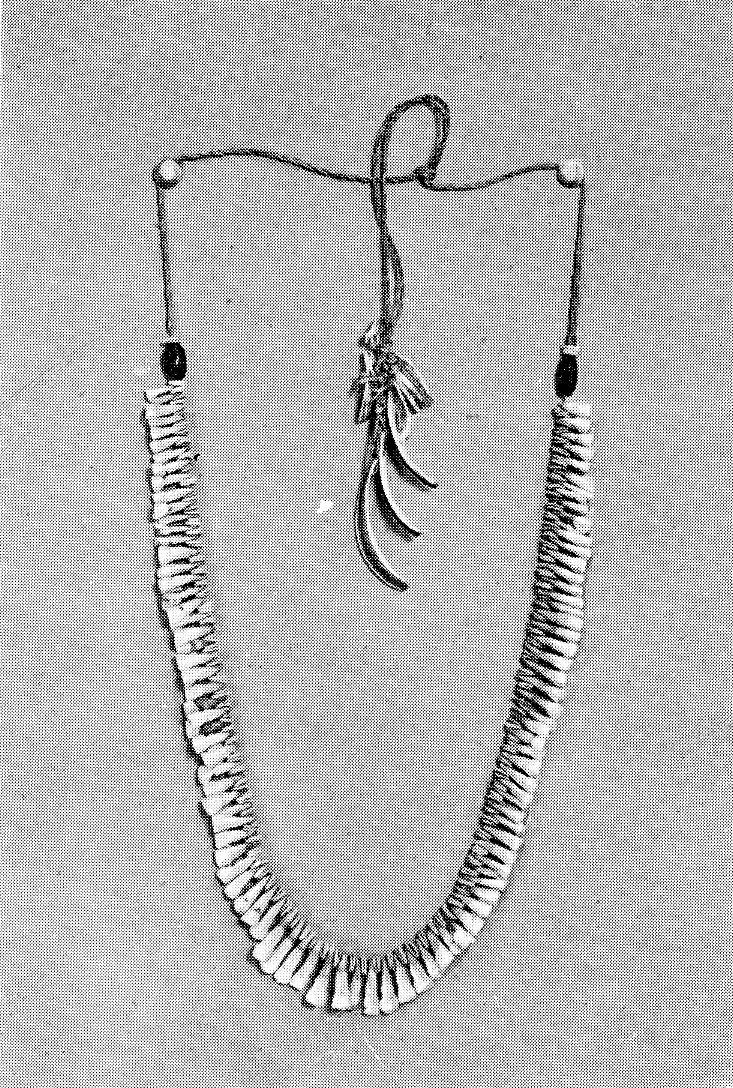
Collar uitoto.

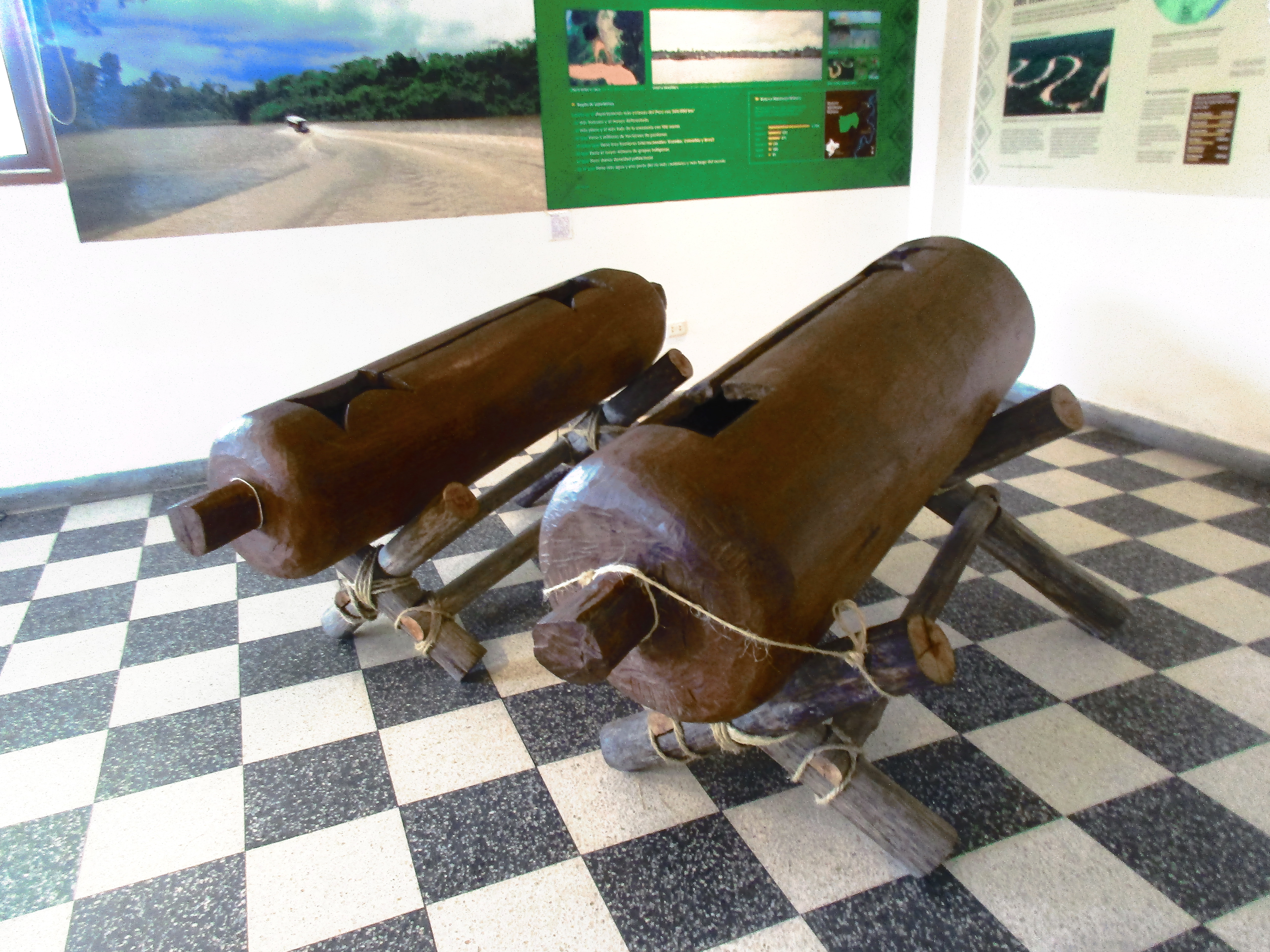
Dos ejemplares de manguaré uitoto en el Museo Iquitos, en la ciudad de Iquitos, Perú.

Tradicionalmente estaban divididos en linajes, patrilineales y exógamos, que habitaban, aunque algunos todavía lo hacen, en una casa comunitaria conocida como jofómo o maloca. Varias familias comparten este espacio vital dirigidos por la pareja de mayor conocimiento, generalmente la más vieja. En su interior cada familia posee un fogón independiente y un sector especial en donde colgar sus hamacas. Allí se procesan los alimentos en donde es fundamental el casabe, arepa hecha de harina de yuca brava de aproximadamente un metro de diámetro, y que es el fundamento de su dieta, junto con la proteína animal, producto de la caza y la pesca. 
Dentro de la maloca existe además un lugar específico donde los hombres en la noche, se sientan a consumir un polvo verde obtenido al machacar hojas de coca y ceniza de yarumo, proceso conocido como "Mambe" o jiibie. Durante esta actividad se transmite el conocimiento mitológico y cosmológico ancestral. 
Tradicionalmente mediante un código de comunicación se transmitían los mensajes importantes de una maloca y tocan por medio de dos tambores llamados manguaré, cuyo sonido solía transmitirse por varios kilómetros, a través de la acústica formada por el cauce de los ríos y las paredes formadas por los árboles del bosque.
Fernando Urbina Rangel investigó la mitología ancestral de los uitoto. Además, el Instituto de Estudios Ambientales (I.D.E.A) presentó un breviario sobre la cosmovisión de los Uitoto en su texto "Agaro y la Creación del hombre Uitoto" o Etnia Uitoto "La Cultura de la Yuca".

## Economía
El sistema económico se basa en la agricultura de roza y quema, la caza, la pesca y la recolección de productos silvestres. 

## Historia

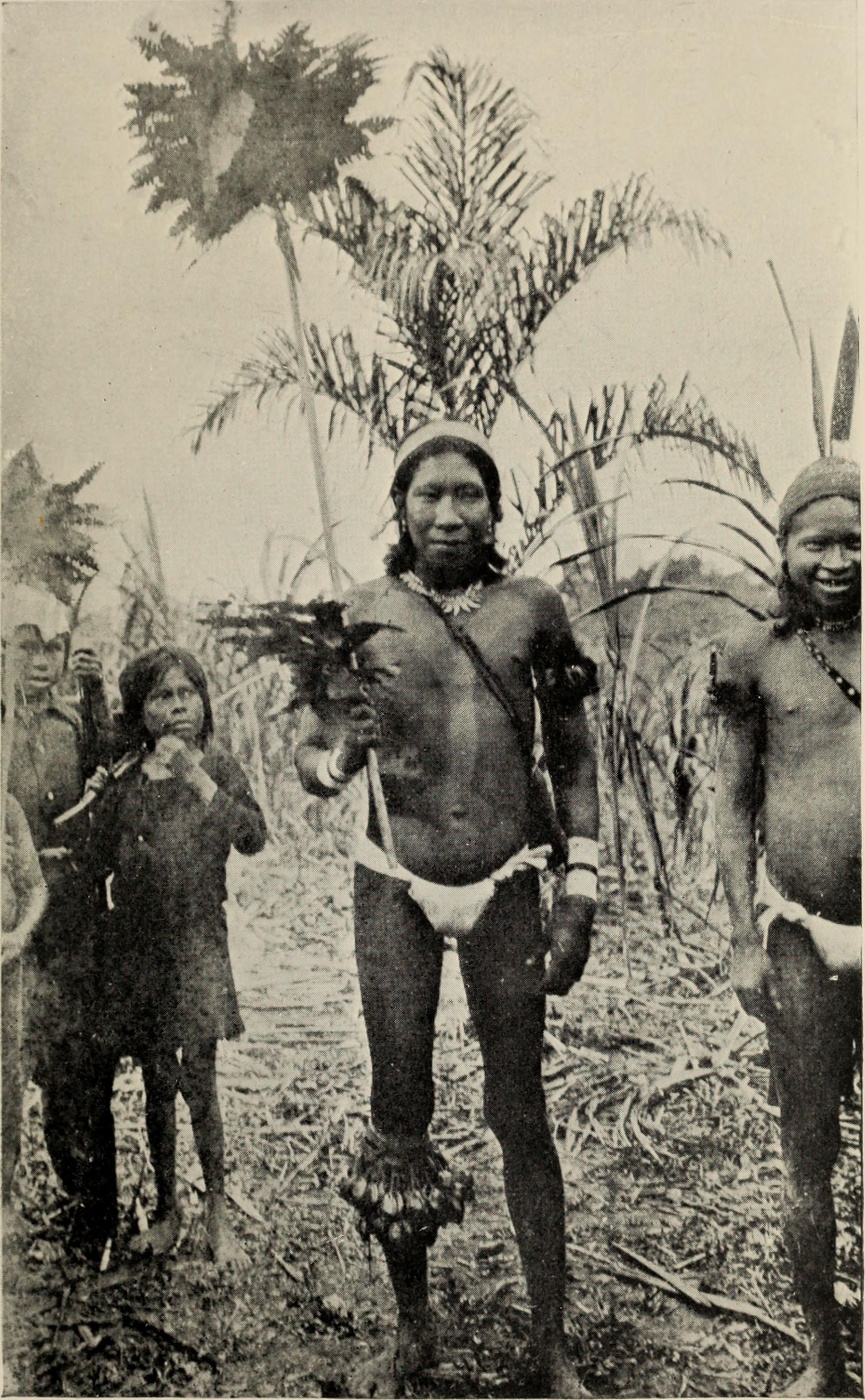
Indígena uitoto en 1913

Los primeros contactos significativos se dieron alrededor de la explotación del caucho en 1886. En 1901 las zonas del Caquetá y el Putumayo tenían 22 colonias extractoras de caucho, en su mayoría de colombianos, todos con mano de obra huitoto. Esta situación cambió rápidamente cuando en 1903 ingresó a la extracción del caucho la Casa Arana o Peruvian Amazon Company, cuyo propietario era Julio César Arana. 
Producto de esa esclavitud la población fue diezmada en grandes proporciones, reubicada en lugares ajenos a su territorio original y su organización social fue seriamente alterada.  
Esta situación permaneció hasta cuando tuvo lugar el llamado Conflicto Colombo-Peruano en la década de 1930, ya que siendo peruanos los caucheros tuvieron que retirarse al sur del río Putumayo y en los alrededores del río Tarapacá, al sur del río Amazonas. 
En los últimos años del siglo XX este grupo se ha visto envuelto en conflictos como los procesos de colonización y las “bonanzas económicas” entre las que se encuentran: el tráfico de pieles de animales silvestres, el narcotráfico, la explotación de oro y la explotación maderera, entre otros. 
Al igual que el resto de indígenas en Colombia, los uitoto vienen en un proceso de reconocimiento con el resto de la sociedad nacional en donde se les ha legalizado sus territorios y participan, de alguna manera, en la administración pública. Se encuentran organizados en el Consejo Regional Indígena del Medio Amazonas CRIMA, junto con otras etnias con las cuales comparten su cosmovisión, los que son Bora, Miraña, Andoke, Nonuya, Ocaina y Muinane.

## Fonología

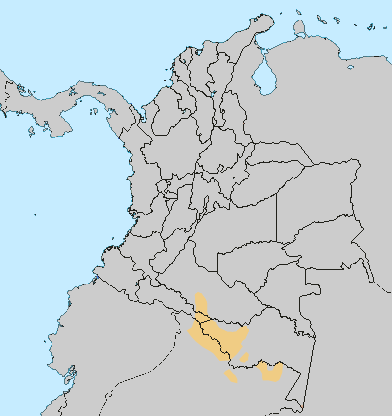
Familia de Lenguas bora-witoto que incluye además de los uitotos, los nonuñas, los ocainas, los muninanes y los bora-mirañas, entre otras.

La lengua uitoto se comprende por una estructura silábica de tipo (C)V, en la cual, cualquiera de las consonantes de la lengua puede aparecer allí. La lengua cuenta con un reducido inventario fonológico, que se constituye de  catorce segmentos consonantes y seis segmentos vocales. 
|           | Labiales | Dentales | Alveolares | Palatales | Velares | Faringal |
| --------- | -------- | -------- | ---------- | --------- | ------- | -------- |
| Oclusiva  | b        |          | t d        | ɟ         | k g     |          |
| Nasal     | m        |          | n          | ɲ         |         |          |
| Vibrante  |          |          | r          |           |         |          |
| Fricativa | ɸ β      | θ        |            |           |         | h        |

|         | Anterior | Central | Posterior |
| ------- | -------- | ------- | --------- |
| Cerrado | i        | ɨ       | u         |
| Abierto | e        | a       | o         |

En el plano suprasegmental solo se registra un fonema de duración en las vocales. 
La variación alofónica también es reducida dándose únicamente en algunas vocales. Cómo características sobresalientes de la fonología de esta lengua, puede señalarse también la frecuente constitución de secuencias relativamente largas de fonemas vocálicos dentro de una palabra, sin embargo para facilitar la pronunciación de estas series vocálicas algunas de las vocales se pronuncian como semivocales (/i/ pasa a [ḭ], /ɨ/ pasa a [ɨ̰], /u/ pasa a [ṵ]) 

Alófonos: 
/i/  /e/ /ɨ/ /a/  /u/ /o/
[i]  [ɛ]  [ɨ]  [a] [u]  [ɔ] 
[ḭ]        [ɨ̰]        [ṵ]